# 가능최대강수량
가능최대강수량(영어: probable maximum precipitation; PMP)은 특정 유역, 특정 지속기간, 가장 극심한 기상 조건에서 발생 가능한 최대 강수량이다.

## 사용
대규모 댐 등 파괴 시 엄청난 피해를 발생시킬 수 있는 수공구조물 설계 시 기준으로 삼는다.

## 특징
일반적으로 따뜻하고 습기가 많은 적도 지역일수록 중위도 이상 지역보다 큰 가능최대강수량(PMP)를 가진다.

## 산정 방법
가능최대강수량을 산정하는 방법은 기상학적 방법, 포락선 방법, 통계학적 방법이 있다. 기상학적 방법은 상당한 기상학 정보를 필요로 한다. 예를 들어 대기 중 수분량을 계산하기 위해 이슬점, 기온, 바람, 기압 등의 기상자료가 필요하다. 만약 아직 높은 강도의 비가 오지 않은 지역에 대해 기상학적 방법으로 가능최대강수량을 산정하고자 한다면 주위 지역에서 발생한 강우 기록을 전이(transposition)하여 PMP를 산정한다.
포락선 방법은 기상학적인 방법의 약점을 고려하여 대신 생긴 방법으로, 세계적으로 가장 극심했던 강우량의 포락선(envelope curve)을 그려서 PMP를 산정하는 방법이다.
통계학적인 방법은 우량관측소에서 일 강우량의 연 최대치계열을 작성해 통계적 방법을 통해 빈도해석을 하여 PMP를 산정하는 방법이다.

## 같이 보기
- 저수지

## 참고 문헌
- 이재수 (2018). 《수문학》 2판. 구미서관. ISBN 9788982252914.